# Salvazaon metallicum
Salvazaon metallicum là một loài bọ cánh cứng trong họ Cerambycidae.